# 트리폴리네
트리폴리네(이탈리아어: tripoline, 단수: tripolina 트리폴리나[*])는 이탈리아의 파스타이다. 그 면이 좀 크고 굵다. 양 면 모두가 울퉁불퉁해서 조리하면 파도면처럼 둥근 톱니 모양이 되는 파스타이다. 토마토 소스를 버무려 새우나 조개 등 해산물과 체리 등 과일류로 곁들여 먹는 경우도 있다. 테스코에서 생산하는 트리폴리네가 있다.